# Железен охлюв
Железният охлюв (Crysomallon squamiferum), широко известен като люспест крак (на англ. Scaly-foot snail) или морски панголин, е вид дълбоководен хидротермално-отдушник охлюв, морски коремоноги мекотели в семейство Peltospiridae. Известен е само от дълбоководните хидротермални отвори в Индийския океан, където е открит на дълбочина от около 2400 – 2900 м.

## Описание
Железният охлюв се различава значително от другите дълбоководни коремоноги, дори от близко свързаните неомфалини. През 2019 г. той е обявен за застрашен в червения списък на IUCN, първият вид, който е включен в списъка като такъв, поради рискове от дълбоководно добив на неговото местообитание, което също произвежда висококачествени метални руди.
- От Kairei vent field
- От Solitaire vent field